# Barend Cornelis Koekkoek
Barend Cornelis Koekkoek (Middelburg, 11 de octubre de 1803 — Cleves, 5 de abril de 1862) fue un paisajista y litógrafo holandés.

## Biografía

### Primeros años: 1803-1824
Barend Cornelis Koekkoek nació el 11 de octubre de 1803, en Middelburg, Zelanda. Era el hijo mayor de Johannes Hermanus Koekkoek y Anna van Koolwijk. Aparte de Koekkoek, cuyo padre era un pintor de renombre holandés de temas marinos y de género, de quien recibió sus primeras enseñanzas, los hijos de Johannes y Anna fueron Hermanus (el mayor), Johannes (júnior) y Marinus.
Barend creció en un entorno artístico y llegó a ser conocido durante su vida como el "Príncipe de la pintura de paisajes" y fue un paisajista aplaudido de su tiempo y considerado como el padre fundador de la pintura de paisajes románticos holandeses. Recibió innumerables premios y condecoraciones, contó entre sus clientes al rey Federico Guillermo IV de Prusia, al zar Alejandro II y al rey Guillermo II de los Países Bajos.
Sus hermanos fueron artistas exitosos, el primero como pintor de temas marinos y escenas de ríos, el segundo como paisajista. En 1817 se matriculó en la Academia de Dibujo de Middelburg, donde estudió con Abraham Krayestein. Al mudarse a Ámsterdam en 1822, estudió durante cuatro años en la Academia Koninklijke van Beeldende Kunsten, y en 1824, a los 19 años, quiso convertirse en pintor de paisajes. 

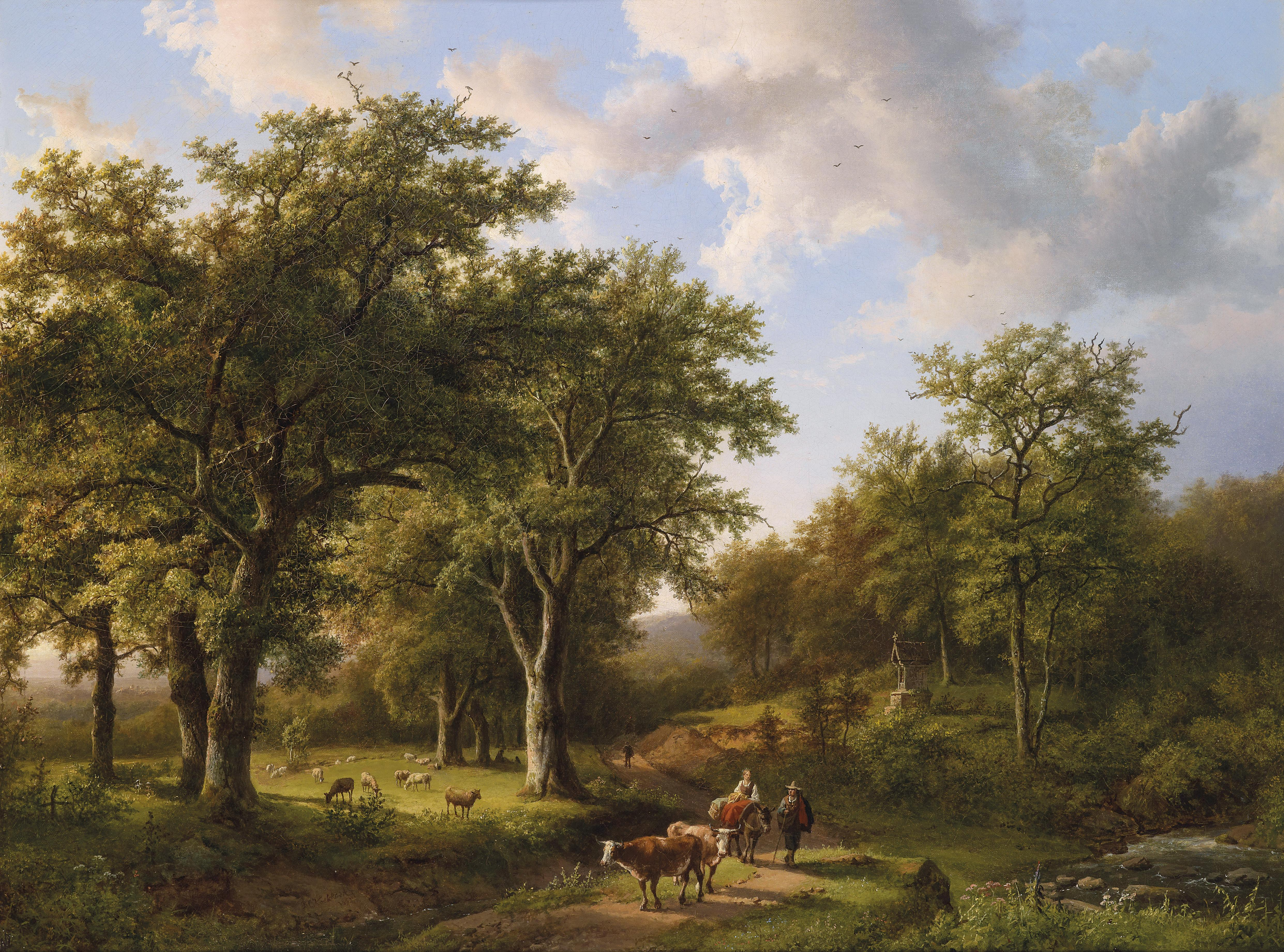
Paisaje forestal con pastores y ganado (1857)

Se concentró en paisajes boscosos extensos, pintándolos en su estado tanto en verano como en invierno. Al igual que otros pintores románticos como Caspar David Friedrich, Koekkoek pintó pequeñas figuras en entornos naturales majestuosos e imponentes para contrastar a la humilde humanidad con la grandeza de la creación.
Este fue un tema popular en la Edad de Oro, la principal fuente de inspiración para los artistas del siglo XIX. Una estancia de dos años en el entorno rural de Hilversum (1826-1827), que albergaba una colonia de pintores de paisajes y ganado, fortaleció su decisión. Los paisajes que pintó en los alrededores rurales de Hilversum fueron recibidos favorablemente. En 1829, la sociedad de Ámsterdam Felix Meritis le otorgó una medalla de oro a uno de los paisajes de verano de Koekkoek. En 1833 se casó con Elise Thérèse Daiwaille (1814-1881), hija de su antiguo maestro y amigo, el maestro Jean Augustin Daiwaille, con quien tuvo cinco hijas.

## Carrera

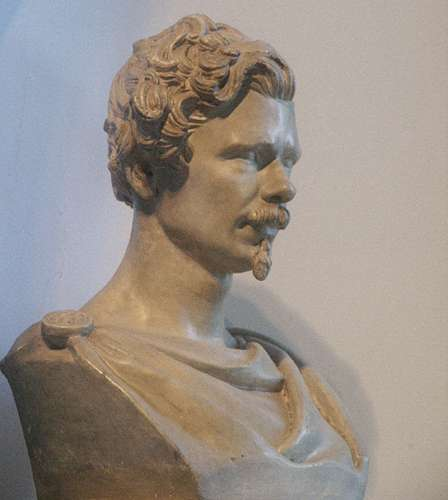
Retrato de BC Koekkoek

La plana campiña holandesa no pudo satisfacer el alma romántica de Koekkoek por mucho tiempo. 'Seguramente', Koekkoek escribió en 1841 'Nuestra patria no cuenta con rocas, cascadas, montañas altas o valles románticos. La naturaleza sublime no se encuentra en nuestra tierra '. Con eso en mente, en el verano de 1834 se mudó a la antigua capital ducal de Cléveris, en Alemania, donde encontró su tema ideal en la región del Ahr, el Ruhr y el Rin. Pronto llenaron sus pinturas grandes robles, caminos sinuosos y vistas panorámicas con una ingeniosa mezcla de atmósfera y detalles minuciosos. En Cléveris, donde pasaría el resto de su vida, Koekkoek pintó sus paisajes más importantes, desde extensos valles fluviales hasta vistas idílicas del bosque dominadas por uno o más robles. A menudo dramatizaba sus árboles como un medio para enfatizar la pequeñez del hombre en comparación con la naturaleza.
En 1841, Koekkoek se había ganado tanto respeto de sus colegas artistas que decidió publicar un libro de lecciones para estudiantes, Herinneringen en Mededeelingen van eenen Landschapsschilder ("Recuerdos y comunicaciones de un paisajista"), en el que transmitió la opinión de que un artista debe, sobre todo, mantenerse fiel a la naturaleza a través de una observación meticulosa y un dibujo riguroso. Este trabajo fundamental procedía de un tranquilo viaje a lo largo del Rin, señalando al lector varias cualidades de la naturaleza y el paisaje. El mismo año, por demanda popular de jóvenes artistas ansiosos por recibir sus lecciones, Koekkoek fundó su propia academia de dibujo ( Zeichen Collegium ), y siguiendo sus pasos, muchos artistas viajaron a la antigua residencia ducal en busca de instrucción del gran maestro de la academia. entre ellos Frederik Marinus Kruseman, Lodewijk Johannes Kleijn y Johann Bernard Klombeck. Siguiendo fielmente los principios de su maestro expresados en sus escritos y en sus pinturas, estos artistas dieron origen colectivamente a la escuela de pintura de paisajes conocida como 'Cleves Romanticism', que combina el realismo con una atmósfera idealizada. Aconsejó a sus alumnos que estudiaran la naturaleza de cerca, que observaran las cualidades de la luz al amanecer y al atardecer y el desarrollo de las tormentas. También guio a sus alumnos en el examen de los maestros holandeses del siglo XVII. Las décadas de 1840 y 50 vieron a Koekkoek en el apogeo de su genio. En noviembre de 1859, Koekkoek sufrió un derrame cerebral que terminó efectivamente con su carrera como pintor. Murió el 5 de abril de 1862 en su amada ciudad de Cléveris.

## Trabajo

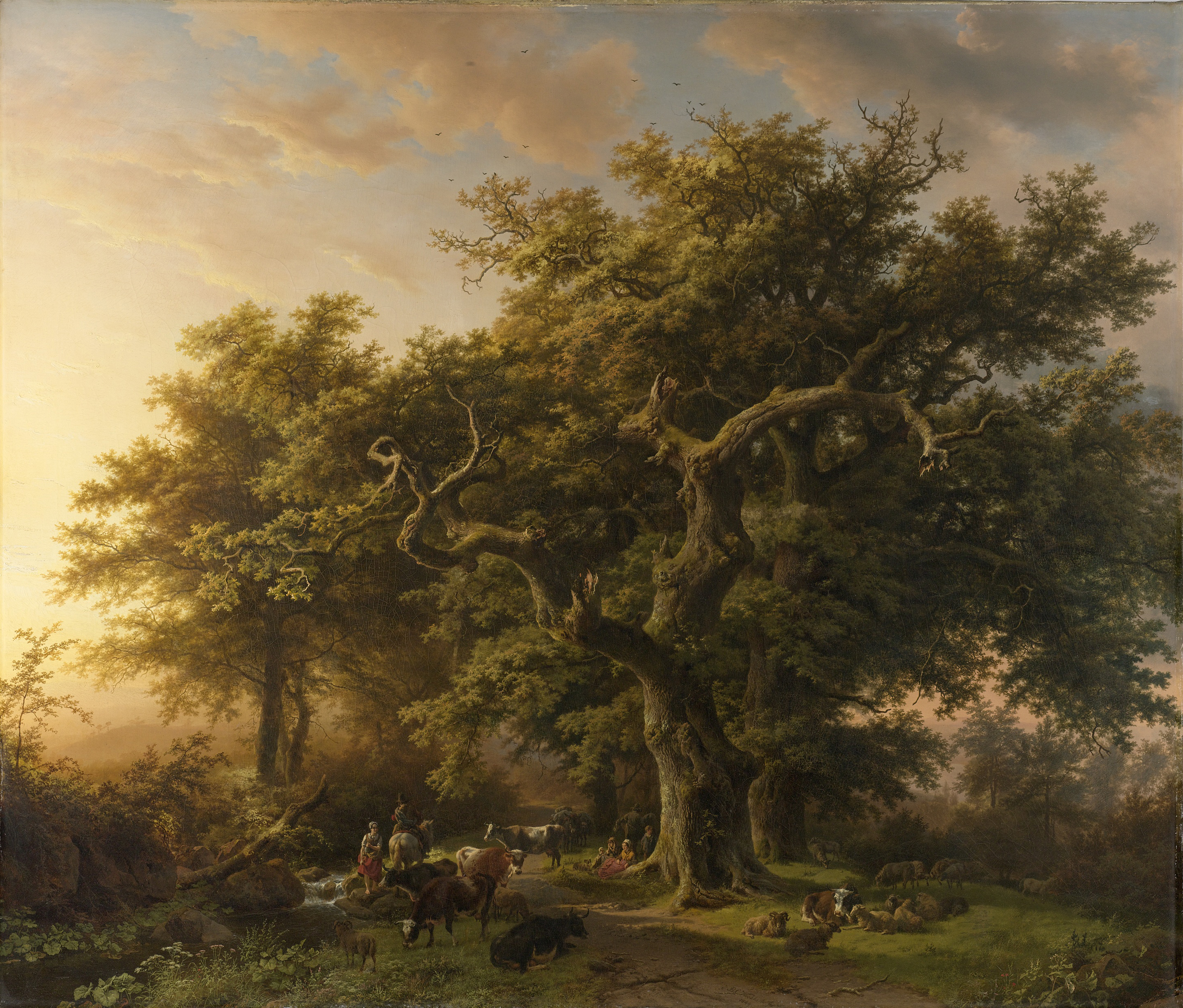
"Escena del bosque" (1848); Rijksmuseum, Ámsterdam

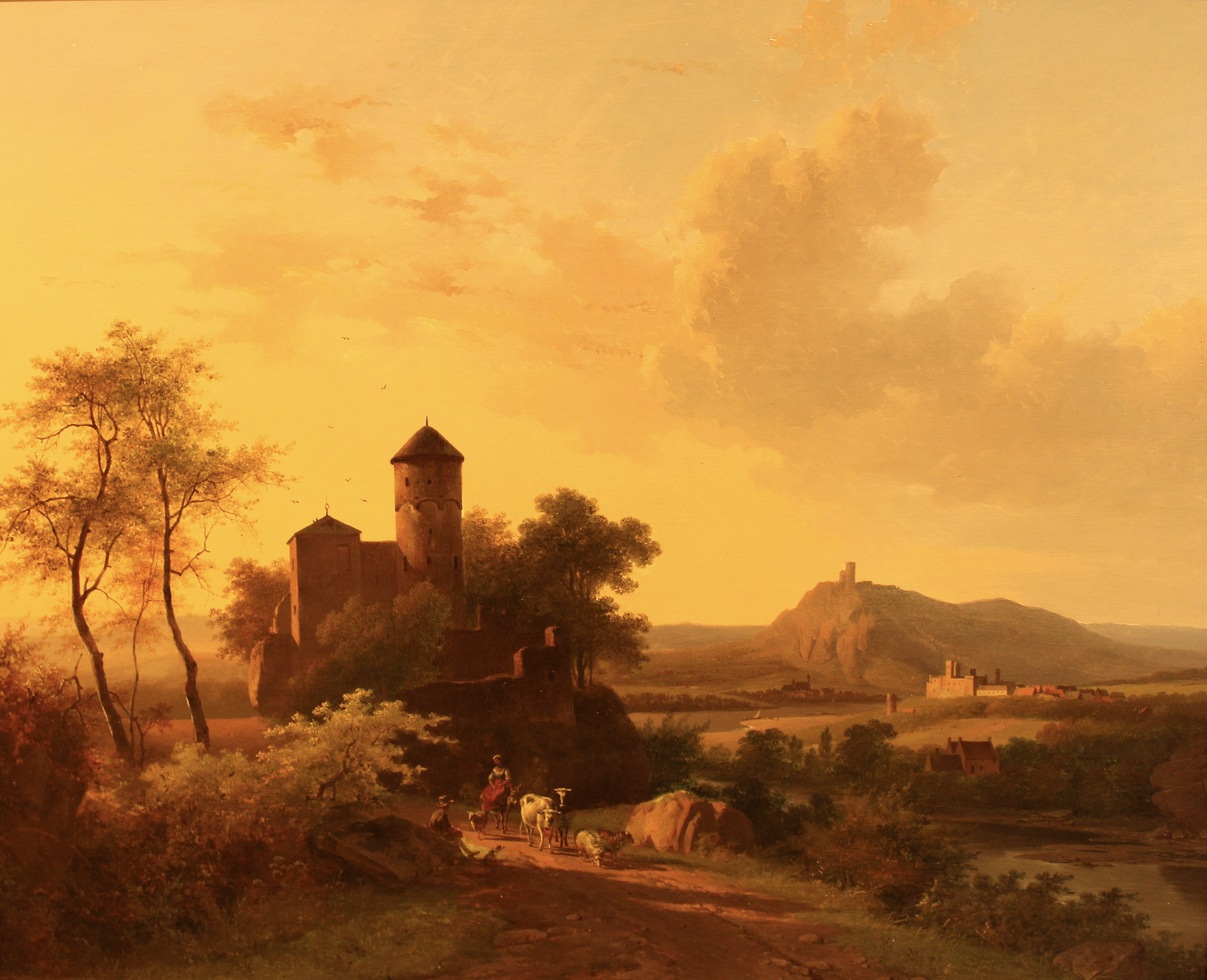
Mañana en Turingia

Las propias pinturas de Koekkoek revelan un cuidadoso estudio y una síntesis de los pintores holandeses del siglo XVII. Su arte está firmemente arraigado en la gran tradición romántica holandesa establecida por los maestros del siglo XVII: Hobbema, Cuyp, Ruisdael y Wynants. La luz dorada y la inclusión de los viajeros en su trabajo sugiere que Koekkoek también admiraba a los pintores italianos holandeses del siglo XVII, conocidos colectivamente como Bamboccianti, especialmente Pieter van Laer y Jan Both.
Tal como lo fue durante su propia vida, Koekkoek es ampliamente considerado como el pintor paisajista más exitoso del romanticismo holandés, contra cuyas pinturas escrupulosamente refinadas se mide el trabajo de sus contemporáneos.

## Casa Koekkoek en Cléveris
El éxito financiero de Koekkoek le permitió comprar un terreno en el centro de Cléveris en 1842 y construir una gran villa de estilo italiano en los siguientes siete años. Después de su muerte en 1862, la casa fue vendida y la mayoría de sus muebles fueron subastados en Ámsterdam. En 1902, el médico alemán Hans van Ackeren compró y amplió la propiedad, agregó una extensión a la casa y remodeló su interior en estilo Art Nouveau. Afortunadamente, la casa permaneció prácticamente intacta en la Segunda Guerra Mundial; posteriormente se utilizó como ayuntamiento durante varios años, durante los cuales fue sede de exposiciones anuales de arte de la Asociación de Artistas de Kleve. A partir de 1960 se convirtió en el museo municipal y en 1997 regresó a su estado como residencia de artistas. 

Casa Koekkoek, Cléveris, Alemania
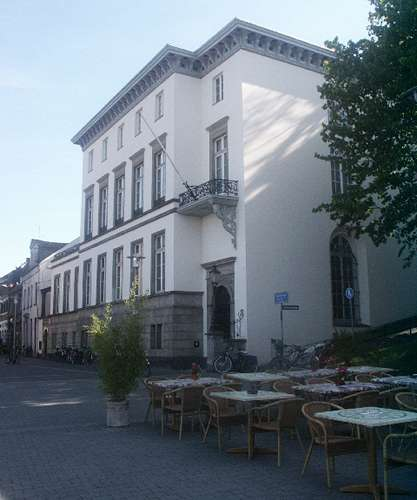
Casa Koekkoek, Cléveris
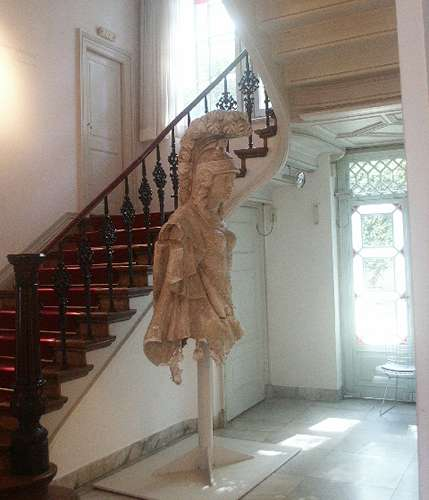
Casa Koekkoek, escalera
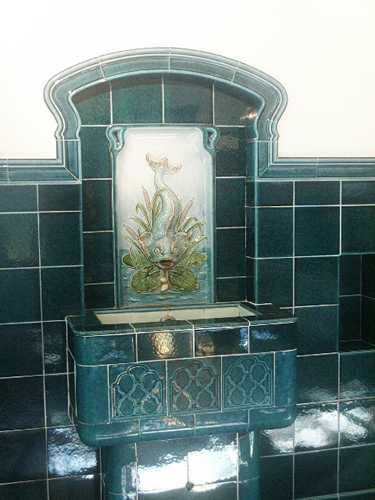
Casa Koekkoek, detalle
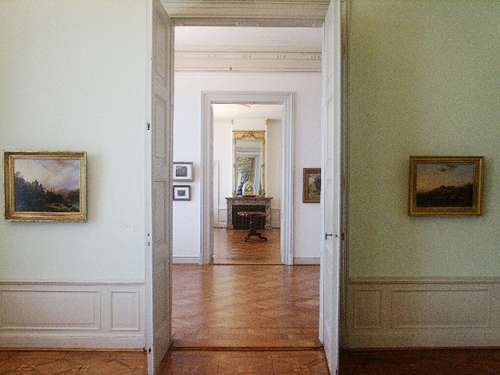
Casa Koekkoek, habitaciones
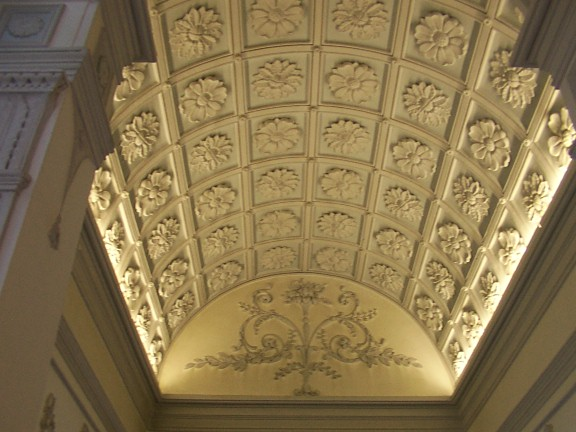
Casa Koekkoek, techo
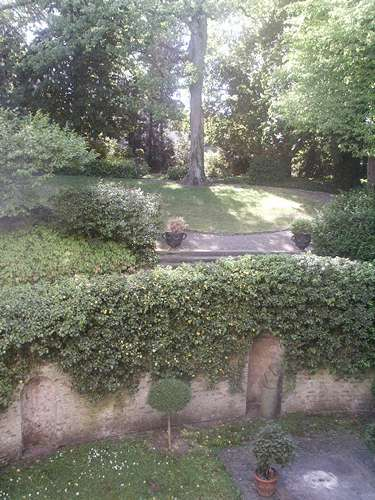
Casa Koekkoek, jardín

## Trabajos

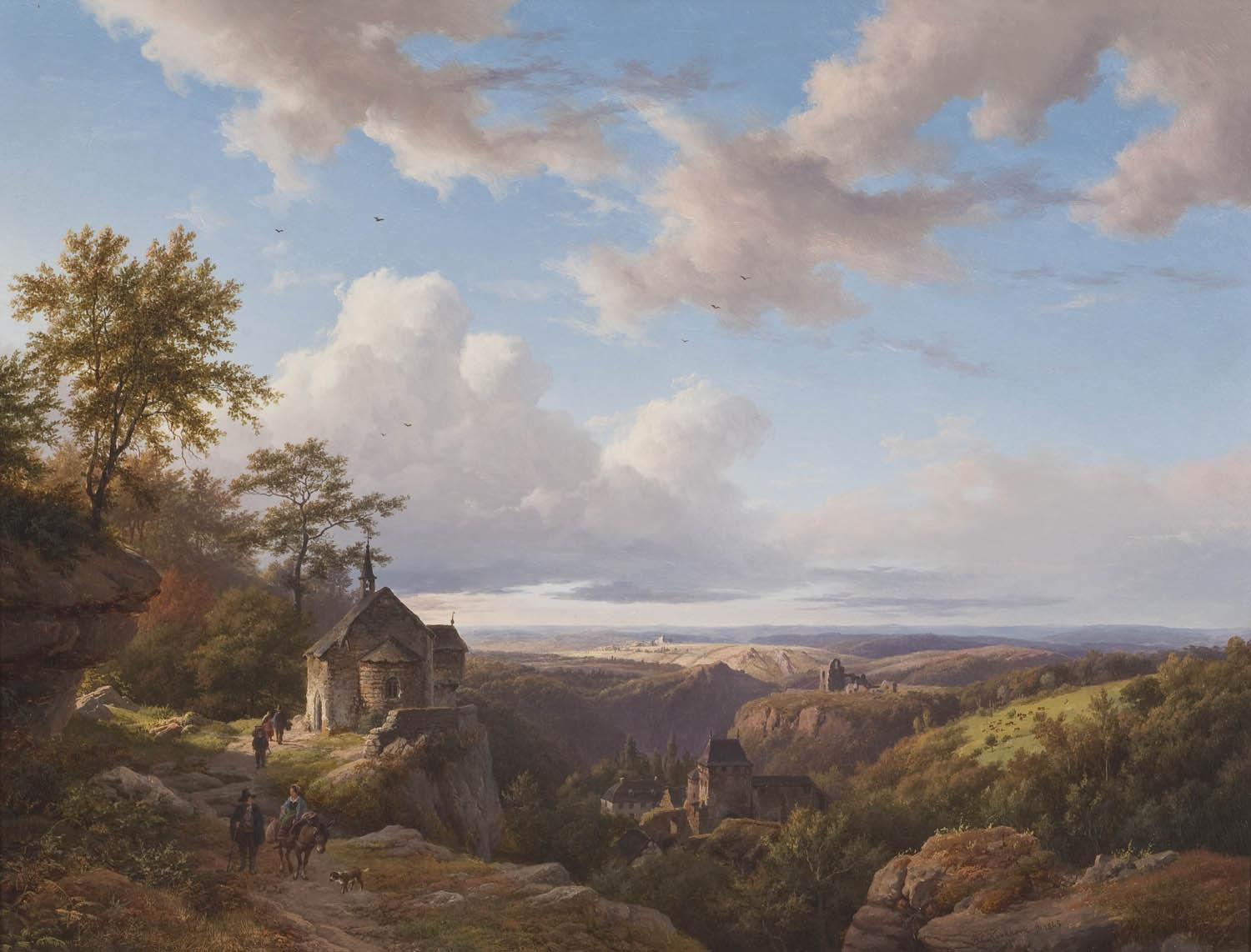
Paisaje de Eifel con pequeña iglesia
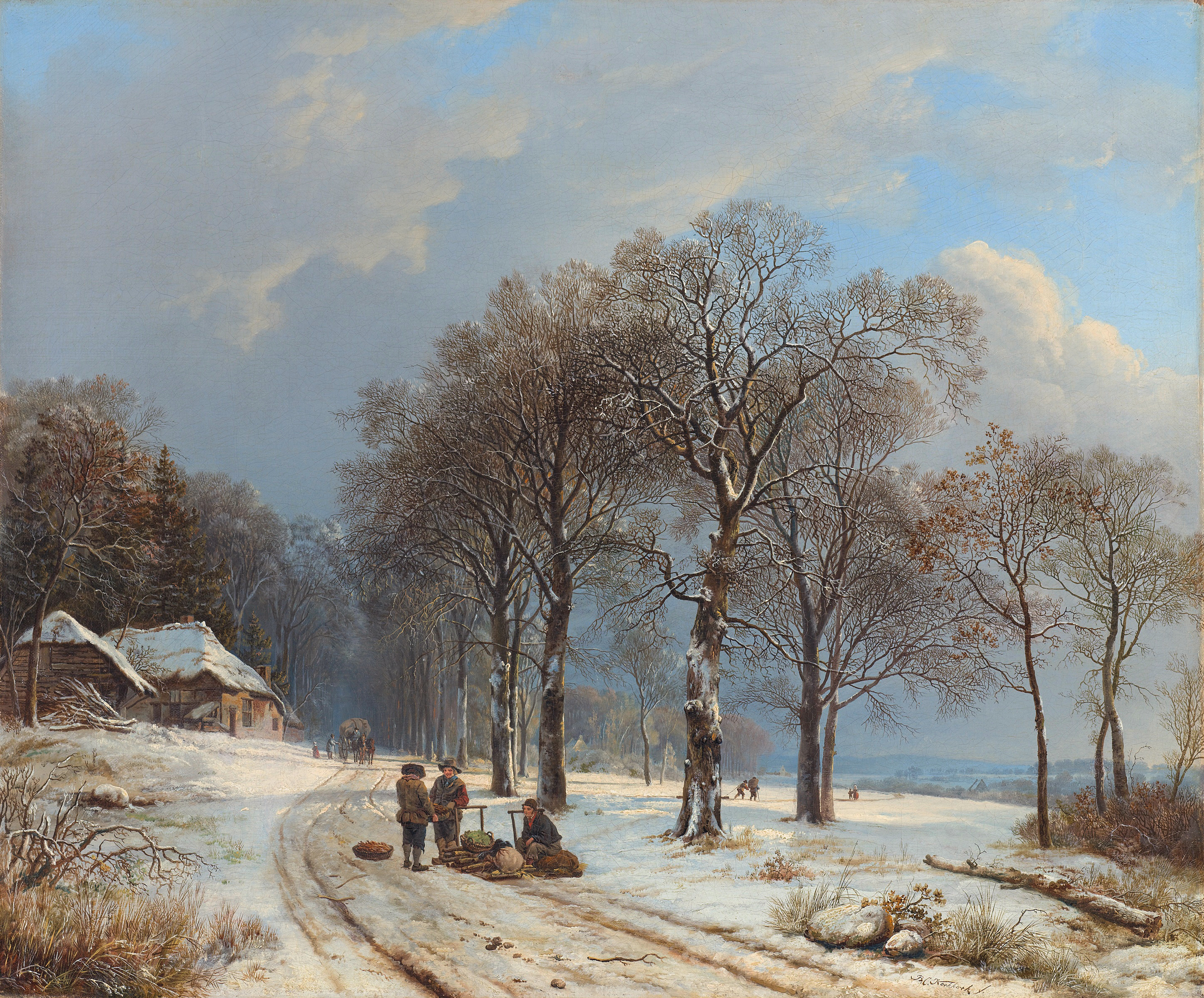
Paisaje de invierno
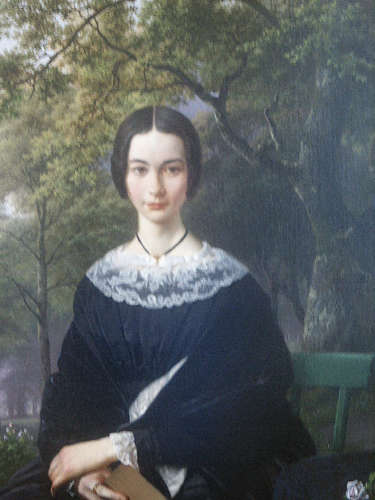
BC Koekkoek, retrato
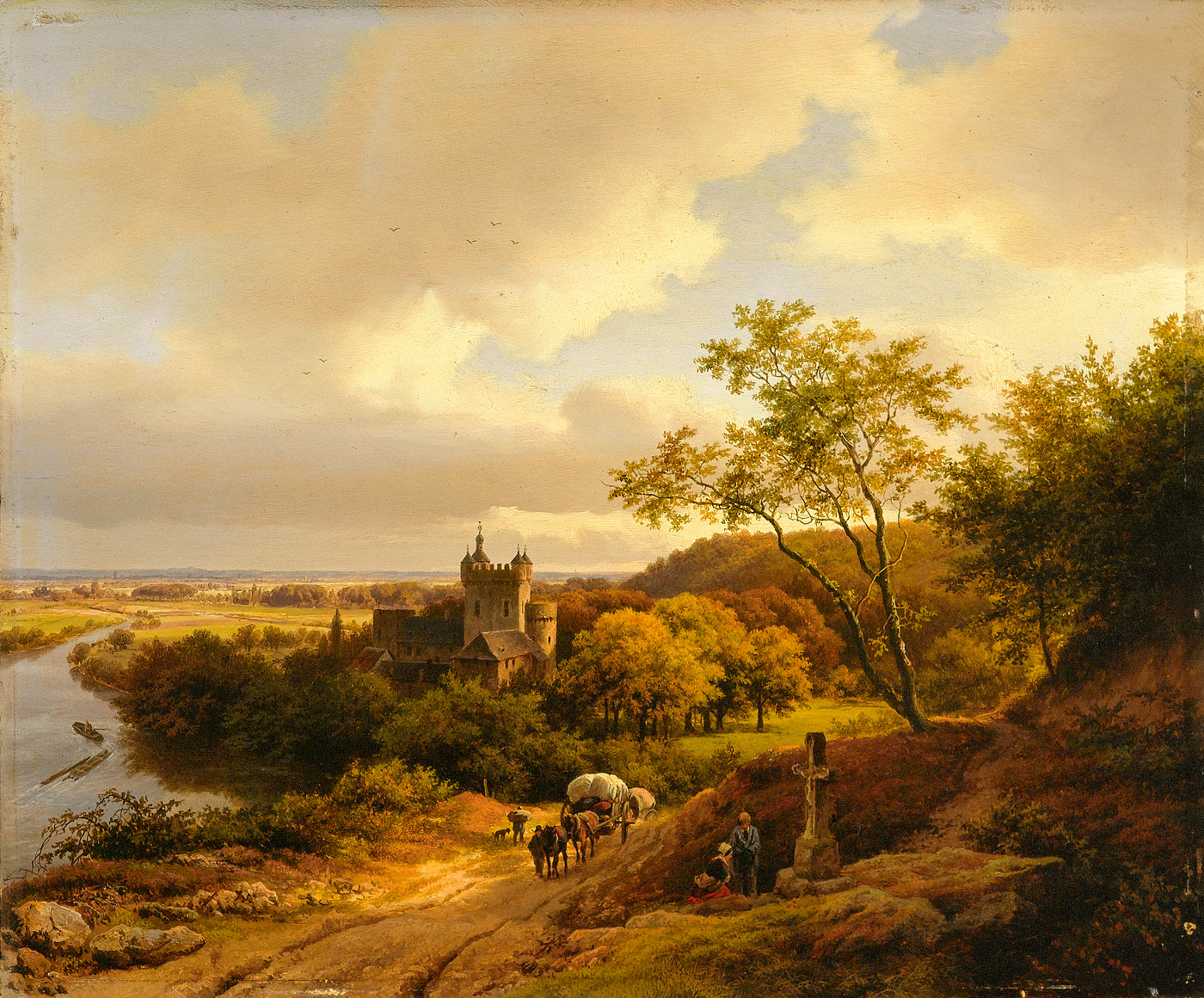
Un castillo en un río, entre árboles.
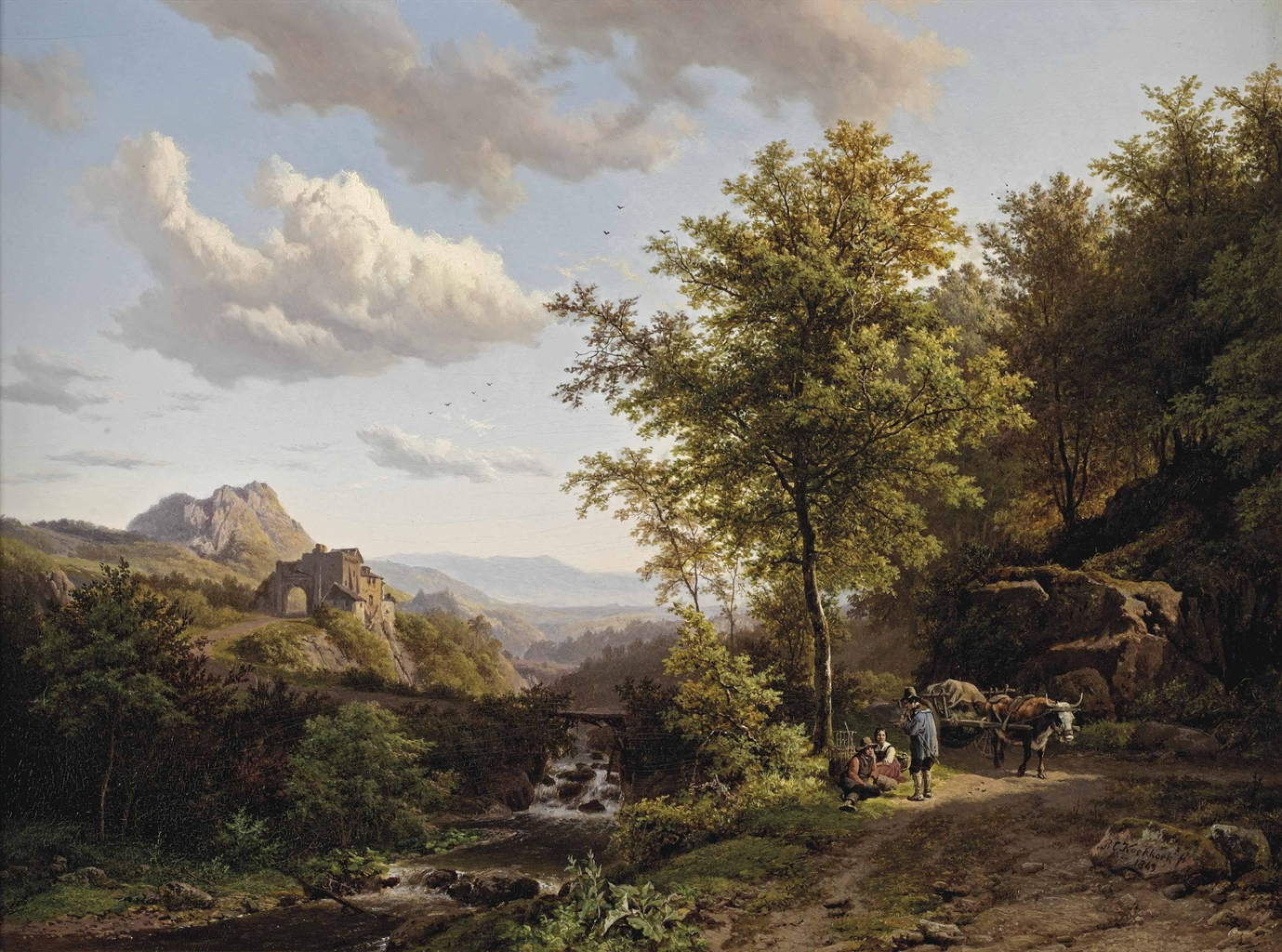
BC Koekkoek, paisaje
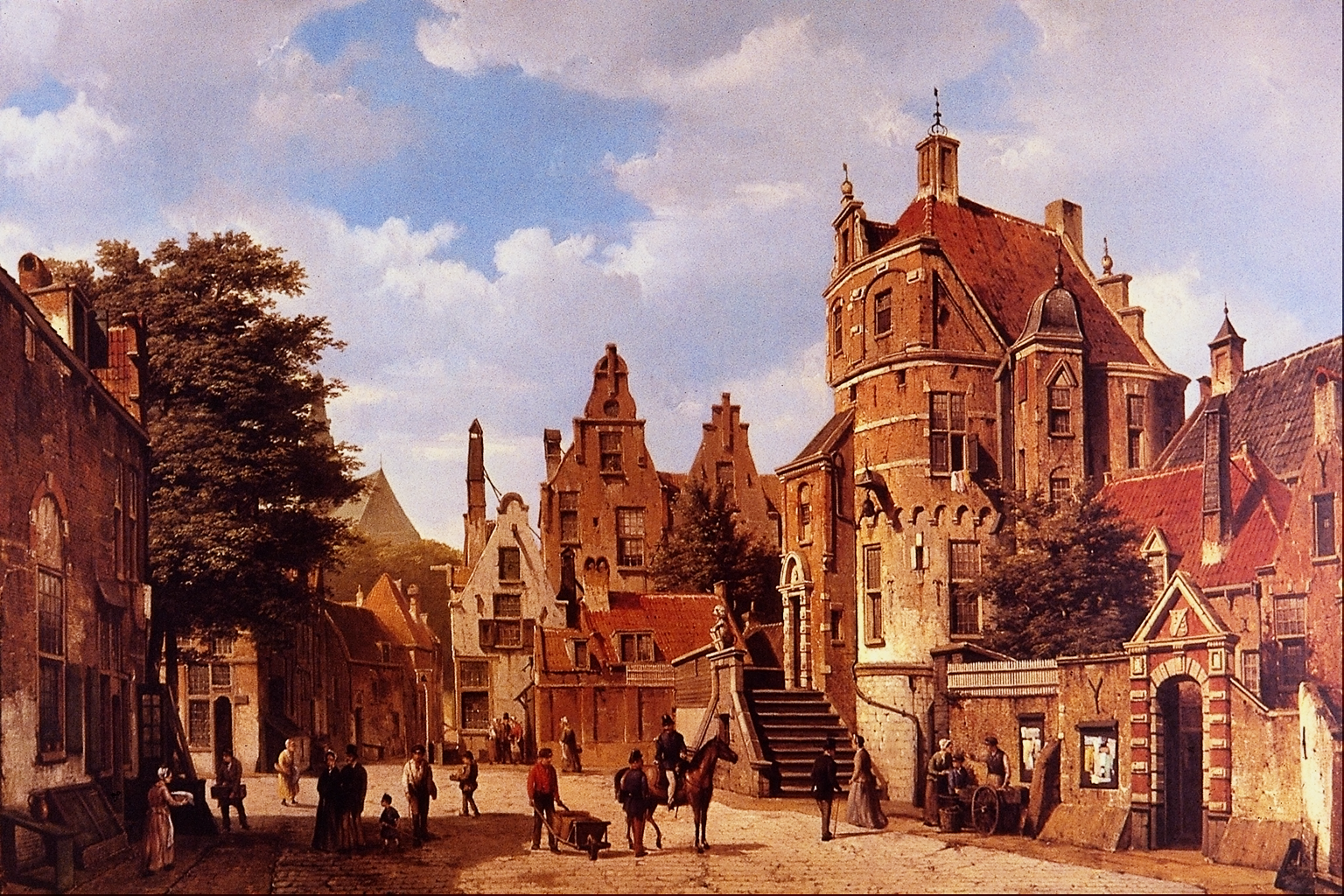
Viejo Amsterdam